# Moabit

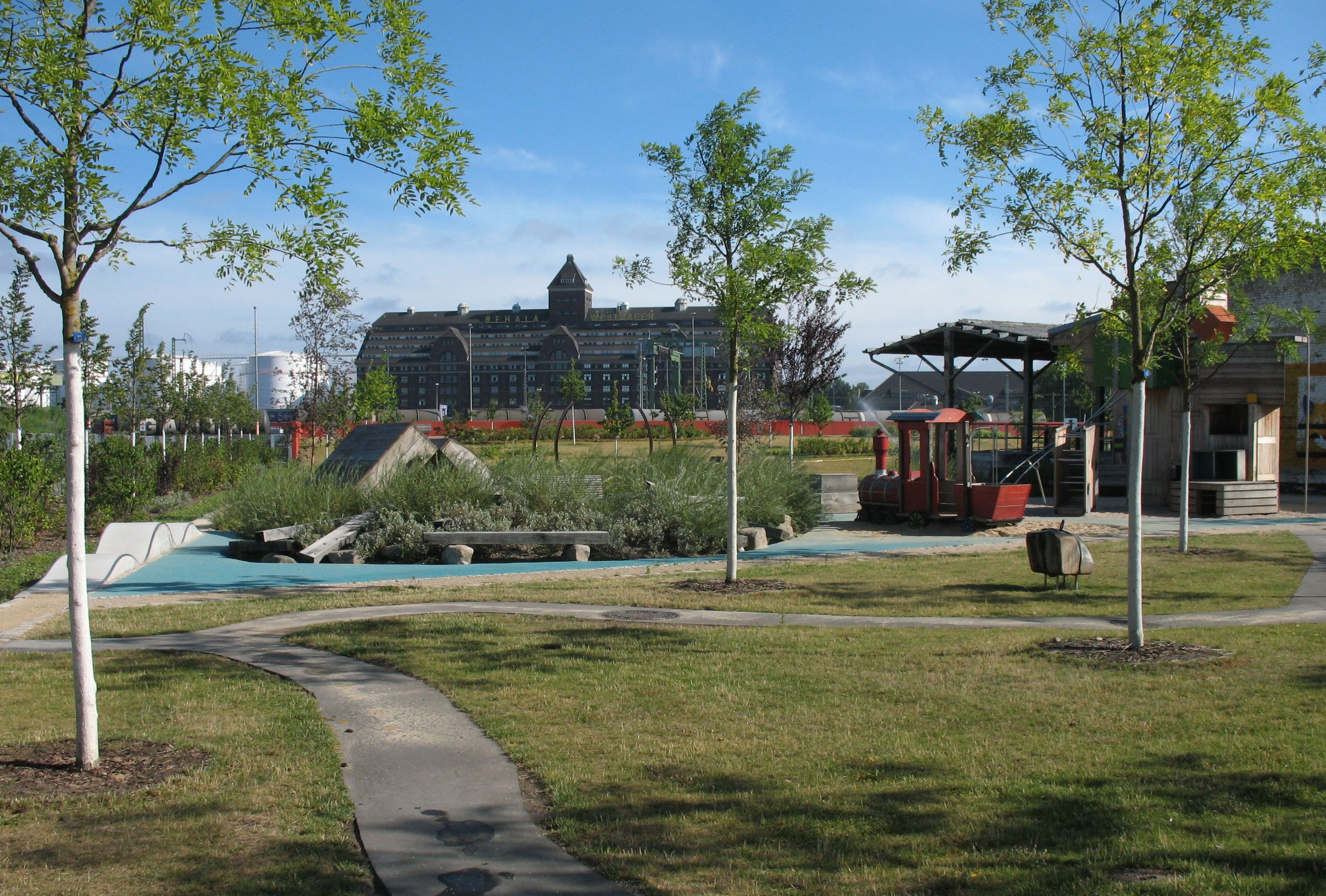
Park

Moabit är en stadsdel i västra Berlin och tillhör stadsdelsområdet Mitte. Det tillhörde tidigare stadsdelsområdet Tiergarten. Moabit är en gammal arbetarstadsdel som blivit känd för Moabitfängelset.

## Stadsdelens namn
Mycket troligt är att namnets ursprung går tillbaka till stadsdelens första invånare hugenotterna. De franska invandrare som flytt Frankrike på grund av sin tro kallade sin nya hemort terre de Moab med åtanke på det gamla testamentet. De fann likt israeliterna efter uttåget ur Egypten sin tillflykt i moabiternas land.

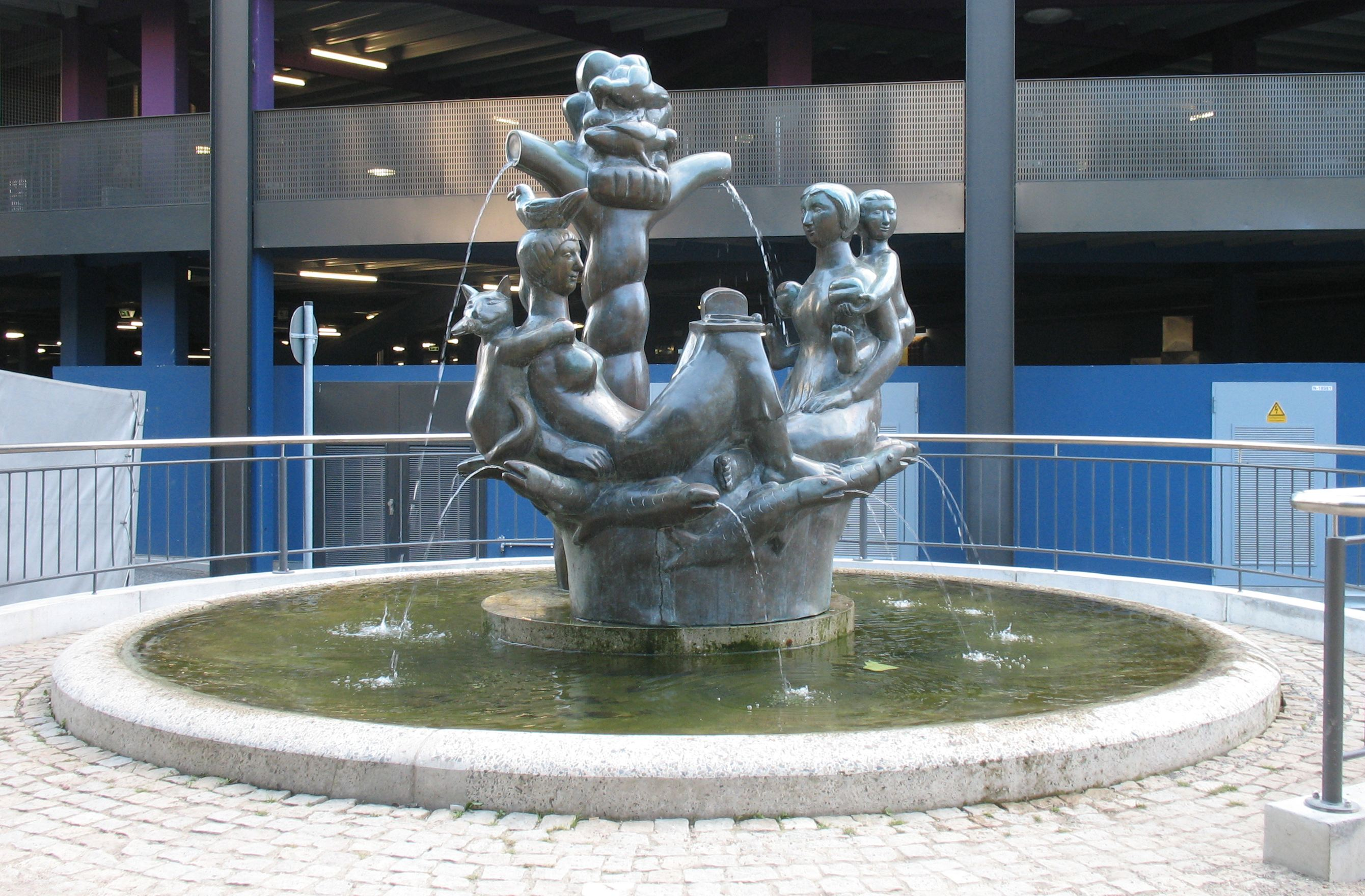
Fontän